# 이치우
이치우(李致雨, 1939년 4월 19일~2013년 12월 29일)는 대한민국의 성우, 배우이다.
그는 예비역 대한민국 육군 하사 출신이기도 하다. 1994년 KBS 사극 TV 시리즈 《한명회》의 황보 인 역으로도 잘 알려져 있다.

## 주요 활동
- 1958년 연극배우 첫 데뷔
- 1958년 CBS 기독교방송 공채 4기 성우 정식 데뷔
- 1964년 DBS 동아방송 공채 2기 성우 이적
- 1967년 TBC 동양방송 TV 드라마에 첫 출연
- 1972년 영화 《평양폭격대》의 단역을 통하여 영화배우 데뷔

## 학력
- 1960년 서라벌예술초급대학 연극영화학과 전문학사

## 출연작

### 영화
- 1972년 《평양폭격대》
- 1975년 《특별수사본부 외팔이 김종원》

### TV 시리즈
- 1971년 KBS 드라마 《귀로》
- 1972년 KBS 드라마 《방문객》
- 1972년 KBS 드라마 《한중》 ... 영조 역
- 1972년 KBS 드라마 《채봉감별곡》
- 1974년 KBS 드라마 《삼국통일》
- 1978년 KBS 드라마 《6.25》
- 1980년 KBS 드라마 《순교자》
- 1981년 KBS 드라마 《대명》
- 1982년 KBS 드라마 《풍운》 ... 후쿠자와 유키치역
- 1982년 KBS 드라마 《보통 사람들》
- 1982년 KBS 드라마 《지금 평양에선》 ... 오진우 역
- 1983년 KBS 드라마 《개국》 ... 안성군 김용 역
- 1983년 KBS 드라마 《아버지》
- 1984년 KBS 드라마 《함정》
- 1984년 KBS 드라마 《휴전 6.25》
- 1985년 KBS 드라마 《새벽》 ... 백범 김구 역
- 1985년 KBS 드라마 《광장》
- 1987년 KBS 드라마 《사랑이 꽃피는 나무》
- 1987년 KBS 드라마 《토지》 ... 김평산 역
- 1990년 KBS 드라마 《파천무》 ... 하위지
- 1991년 MBC 드라마 《여명의 눈동자》채시라 겁탈하려한 일본군 군관 역
- 1991년 KBS 드라마 《가족》
- 1991년 MBC 드라마 《동의보감》
- 1991년 KBS2 단막극 《KBS 드라마게임 - 그리움을 향하여》어촌 어부역
- 1992년 MBC 드라마 《일출봉》
- 1992년 SBS 드라마 《두려움 없는 사랑》
- 1992년 KBS 드라마 《대추나무 사랑 걸렸네》
- 1992년 SBS 드라마 《청실홍실》
- 1993년 SBS 드라마 《소설극장》
- 1993년 KBS 드라마 《살아 남은 자의 슬픔》
- 1994년 KBS 드라마 《폴리스》
- 1994년 KBS 드라마 《한명회》 ... 황보인 역
- 1995년 SBS 드라마 《장희빈》
- 1995년 EBS 드라마 《언제나 푸른 마음》
- 1995년 SBS 드라마 《코리아게이트》
- 1996년 SBS 드라마 《행복의 시작》
- 1996년 KBS 드라마 《스타트》
- 1998년 SBS 드라마 《삼김시대》
- 1999년 KBS 드라마 《왕과 비》.... 윤사흔 역
- 2000년 KBS 드라마 《태조 왕건》 .... 양길 역
- 2001년 KBS 드라마 《명성황후》 .... 일본 외무대신 데라지마 무네노리 역
- 2001년 SBS 드라마 《그래도 사랑해》
- 2001년 SBS 시트콤 《웬만해선 그들을 막을 수 없다》
- 2002년 EBS 드라마 《역사탐구 과거와의 대화》
- 2003년 KBS 드라마 《무인시대》
- 2003년 SBS 드라마 《올인》
- 2003년 EBS 드라마 《역사극장》
- 2003년 SBS 드라마 《술의 나라》
- 2003년 MBC 드라마 《위풍당당 그녀》
- 2003년 MBC 드라마 《남자의 향기》
- 2003년 MBC 드라마 《내 인생의 콩깍지》
- 2006년 KBS 드라마 《서울 1945》
- 2007년 MBC 시트콤 《거침없이 하이킥》 - 이순재의 작은아버지 역.

### 라디오 프로그램
- 2014년 EBS FM 《EBS 책 읽는 라디오 낭독 시리즈》

### 외화 출연작(성우)
- 《헤라클레스》(KBS) - 제우스(앤서니 퀸)
- 《길》(KBS) - 잠파노(앤서니 퀸)
- 《노인과 바다》 (KBS) - 산티아고(앤서니 퀸)
- 《아라비아의 로렌스》(KBS) - 오다 아부 타이
- 《구름속의 산책》(SBS) - 돈 페드로(앤서니 퀸)
- 《시네마 천국》(KBS) - 알프레도(필립 누아레)
- 《엑소시스트》(KBS) - 킨더만 형사(리.J.콥)
- 《누구를 위하여 종은 울리나》(KBS) - 괼츠 장군(레오 불가코프)
- 《12인의 성난 사람들》(KBS) - 배심원3 外

## 기타 비고 사안
- 성우 활약 당시 외국 배우 전담: 앤서니 퀸, 리 J. 콥, 찰스 로턴